# Schweiz' ishockeylandshold (damer)
Schweiz' ishockeylandshold for kvinder er det schweiziske landshold i ishockey for kvinder, der reguleres af Schweizerischer Eishockeyverband. Landstræneren er canadiske Colin Muller. Holdet repræsenterer Schweiz ved VM i ishockey, Vinter-OL og andre internationale turneringer.

## Resultater

### Olympiske lege
| År   | Værtsland | Værtsby                     | Resultat |
| ---- | --------- | --------------------------- | -------- |
| 2006 | Italien   | Torino                      | 7.       |
| 2010 | Canada    | Vancouver, British Columbia | 5. plads |
| 2014 | Rusland   | Sotji                       | Bronze   |
| 2018 | Sydkorea  | Pyeongchang                 | 5. plads |
| 2022 | Kina      | Beijing                     | 4. plads |

### VM i ishockey
| År   | Værtsland | Værtsby                                                                                 | Resultat                         |
| ---- | --------- | --------------------------------------------------------------------------------------- | -------------------------------- |
| 1990 | Canada    | Ottawa                                                                                  | 5.                               |
| 1992 | Finland   | Tampere                                                                                 | 8.                               |
| 1994 | USA       | Lake Placid, New York                                                                   | 7.                               |
| 1997 | Canada    | Kitchener, Brantford / Brampton / Hamilton / London / Mississauga / North York, Ontario | 7.                               |
| 1999 | Finland   | Espoo / Vantaa                                                                          | 8. (nedrykning)                  |
| 2000 | Letland   | Liepāja / Riga                                                                          | 10. (2. i Division I)            |
| 2001 | Frankrig  | Briançon                                                                                | 9. (1. in Division I, oprykning) |
| 2004 | Canada    | Halifax / Dartmouth, Nova Scotia                                                        | 8. (nedrykning)                  |
| 2005 | Schweiz   | Romanshorn                                                                              | 9. (1. i Division I, oprykning)  |
| 2007 | Canada    | Winnipeg / Selkirk, Manitoba                                                            | 5.                               |
| 2008 | Kina      | Harbin                                                                                  | 4.                               |
| 2009 | Finland   | Hämeenlinna                                                                             | 7.                               |
| 2011 | Schweiz   | Zurich                                                                                  | 6.                               |
| 2012 | USA       | Burlington                                                                              | Bronze                           |
| 2013 | Canada    | Ottawa, Ontario                                                                         | 6.                               |
| 2015 | Sverige   | Malmö                                                                                   | 6.                               |
| 2016 | Canada    | Kamloops, British Columbia                                                              | 7.                               |
| 2017 | USA       | Plymouth                                                                                | 7-                               |
| 2019 | Finland   | Espoo                                                                                   | 5.                               |
| 2020 | Canada    | Halifax / Truro, Nova Scotia                                                            | Aflyst                           |
| 2021 | Canada    | Calgary, Alberta                                                                        | 4.                               |